# Atlas Carver
Atlas Carver je bil južnoafriški projekt novega večnamenskega lovca, ki bi nasledil starjše Canberra, Buccaneer in Dassault Mirage III. Leta 1991 so projekt preklicali.Lovca bi razvijalo podjetje Atlas Aircraft Corporation. Carver naj bi imel fly-by-wire krmilni sistem, pri konstrukciji bi uporabljali tudi kompozitne materiale.